# Чероки (округ, Джорджия)
Че́роки (англ. Cherokee County) — округ штата Джорджия, США. Население округа на 2000 год составляло 141 903 человек. Административный центр округа — город Кантон.

## История
Округ Чероки основан в 1831 году.  Первоначально округ Чероки был больше похож на территорию, чем на округ, охватывая земли к северо-западу от рек Чаттахучи и Честати, за исключением округа Карролл. Этот округ был создан 26 декабря 1831 года законодательным собранием штата. Он был назван в честь индейцев чероки, которые жили в этом районе в то время. Несколько других округов были выделены из этих земель чероки в рамках лотереи Чероки 1832 года. 
Актом Генеральной ассамблеи Джорджии, принятым 3 декабря того же года, были созданы округа Форсайт, Лампкин, Юнион, Кобб, Гилмер, Марри, Касс (ныне Бартоу), Флойд и Полдинг. Насильное (иногда под дулом пистолета) переселение народа чероки, ведущее к печально известной Дороге слёз на индейскую территорию к западу от реки Миссисипи, началось в этом районе годом ранее. Изгнание индейцев чероки со стороны американцев европейского происхождения ускорилось открытием золота в местных ручьях. 
Окружные суды были уполномочены собираться в доме Эмброуза Харнажа. Поселение вскоре стало известно как Харнеджвилл, позже названное Мраморным заводом, а еще позже Тейт, когда был впервые основан округ Чероки. С 1880 года этот город называется Тейт, и в настоящее время (с 1853 года) он находится в округе Пикенс. Часть этого округа была взята непосредственно из Чероки, другая - через округ Гилмер (сама ранее была взята из Чероки).
Этава была названа первым окружным центром в 1833 году. Позже его название было изменено на Кантон.

## География
Округ занимает площадь 1098.2 км2.

## Демография
Согласно Бюро переписи населения США, в округе Чероки в 2000 году проживало 141 903 человек. Плотность населения составляла 129.2 человек на квадратный километр.